# Geografija Belgije
Belgija je zvezna država v zahodni Evropi, ki meji na Severno morje. Meje deli s Francijo (556 km), Nemčijo (133 km), Luksemburgom (130 km) in Nizozemsko (478 km). Sestavljajo jo regije Flandrija, Valonija in Bruselj glavno mesto.

## Splošno
Skupni obnovljivi vodni viri: 18,3 km³ (2011)
Odvajanje sladke vode (domače/industrijske/kmetijske):
- skupaj: 6,22 km³/leto (12 %/88 %/1 %)
- na prebivalca: 589,8 m³/leto (2007)

Naravne nevarnosti: poplave so grožnja na območjih rekreacijskih obalnih kopališč, zaščitenih pred morjem z betonskimi nasipi
Geografija – opomba: križišče zahodne Evrope; večina zahodnoevropskih prestolnic je 1000 km od Bruslja, ki je sedež Evropske unije in Nata
Najdaljša razdalja: 280 km JV–SZ/222 km SV–JZ

## Območje
Belgija ima površino 30.528 kvadratnih kilometrov  s 16.844 kvadratnih kilometrov za Valonijo, 13.522 kvadratnih kilometrov za Flandrijo ter 161 kvadratnih kilometrov za glavno mesto – regijo Bruselj. Po provincah je območje razdeljeno takole:
- Luksemburg: 4440 km²
- Liège: 3862 km²
- Hainaut: 3786 km²
- Namur: 3666 km²
- Zahodna Flandrija: 3144 km²
- Vzhodna Flandrija: 2982 km²
- Antwerpen: 2867 km²
- Limburg: 2422 km²
- Flandrijski Brabant: 2106 km²
- Valonski Brabant: 1091 km²

Da bi dobili celotno površino Belgije, bi bilo treba na seznam dodati površino Bruseljske regije (tudi regija Bruselj glavno mesto), saj ni več v nobeni belgijski pokrajini, ker je bila pokrajina Brabant razdeljena. Belgija ima tudi 3462 kvadratnih kilometrov morskih ozemelj v Severnem morju. 29. maja 2000 je Nizozemska dala 2000 kvadratnih metrov Belgiji (kos zemlje v Zelzatu ob kanalu Gent-Terneuzen).
V primerjavi z drugimi državami je Belgija 1,5-krat večja kot Wales v Združenem kraljestvu. Navadno se Belgija uporablja kot merska enota pri primerjavi z velikostjo držav. 
Novembra 2016 sta se Belgija in Nizozemska strinjali, da Nizozemska prepusti Belgiji majhno, nenaseljeno zemljišče zaradi spremembe toka reke Moze (ali Maas v nizozemščini). Zemljiška zamenjava bo začela veljati leta 2018. 

## Fizična geografija
Belgija ima tri glavne geografske regije: obalno ravnico na severozahodu, osrednjo planoto in ardensko višavje na jugovzhodu. Obalna ravnina je sestavljena predvsem iz peščenih sipin in polderjev. Polderji so območja kopnega blizu morske gladine ali pod njo, pridobljeni iz morja, zaščiteni z nasipi ali v notranjosti z območji, izsušenimi s kanali. Druga geografska regija, osrednja planota, leži naprej v notranjosti. To je gladko, počasi naraščajoče območje, ki ima veliko rodovitnih dolin in ga namaka veliko vodnih poti. Tu lahko najdemo tudi  jame in majhne soteske. Tretja geografska regija so Ardeni, bolj skalnati kot prvi dve. To je močno gozdnata planota, zelo skalnata in ni primerna za gojenje, razteza se v severno Francijo in Nemčijo, kjer se imenuje Eifel. Tu najdemo veliko živalskega sveta. Najvišja točka v Belgiji, Signal de Botrange, je na tem območju z le 694 metri. V Belgiji je sorazmerno malo naravnih jezer in nobeno ni veliko.
Značilne naravne regije vključujejo Ardene, Campine in Hautes Fagnes.

### Reke in jezera
Celotna Belgija se odmaka v Severno morje, razen občine Momignies (Macquenoise), ki jo reka Oise odmaka v Rokavski preliv. V morje tečejo tri glavne reke: Šelda (200 km v Belgiji, 350 km v celoti), Moza (183 km v Belgiji, skupaj 925 km) in Izer (50 km v Belgiji, skupaj 78 km). Druge reke so Rupel, Senne, Sambre, Lesse, Ourthe, Lys in Dijle. Glavna jezera so Genval, Bütgenbach, Eau d'Heure, Gileppe, Eupen in Robertville.

### Umetne plovne poti
V Belgiji je tudi veliko umetnih plovnih poti ali kanalov, med drugim pomorski kanal Bruselj–Šelda, kanal Bruselj–Charleroi, osrednji valonski kanal (Canal du Centre) in Albertov kanal.

### Podnebje
Belgijsko podnebje je tako kot v večini severozahodne Evrope  morsko zmerno z občutnimi padavinami v vseh letnih časih (Köppnova podnebna klasifikacija: Cfb, povprečna temperatura je 3 °C januarja in 18 °C julija, povprečna količina padavin je 65 mm januarja in 78 mm v juliju) [5]. Belgija ima običajno hladne zime, vendar pa so že bile temperature do –16 °C, poleti pa je udobno toplo, vendar pa se temperatura lahko občasno dvigne do 30 °C.

### Gore in hribi
Najvišja točka v Belgiji je Signal de Botrange na nadmorski višini 694 m. Drugi hribi so Kemmelberg (159 m) in Koppenberg (77 m), ki sta znana kot del kolesarskih dirk Gent–Wevelgem in Tour of Flanders (dirka po Flandriji).

### Skrajne točke
Seznam skrajnih točk v Belgiji, točke, ki so dlje severno, južno, vzhodno, zahodno, visoko ali nizko od katere koli druge lokacije:
- severna točka – Dreef, občina Hoogstraten, Antwerpen
- najjužnejša točka – Torgny, občina Rouvroy, Luksemburg
- zahodna točka – De Panne, Zahodna Flandrija
- vzhodna točka – Krewinkel, občina Büllingen, Liège
- najvišja točka – Signal de Botrange (694 m)
- najnižja točka – De Moeren (–3 m)

Belgijski nacionalni geografski inštitut je izračunal, da osrednja točka Belgije leži na koordinatah 50°38′28″N 4°40′05″E / 50.64111°N 4.66806°E v kraju Nil-Saint-Vincent-Saint-Martin v občini Walhain.

## Naravni viri
Naravni viri v Belgiji so gradbeni material, kremenčev pesek in karbonati. Belgija je imela rudnike premoga.
Raba zemljišč leta 2012:
- obdelovalna zemljišča: 26,49 %
- stalni nasadi: 0,79 %
- drugo: 72,72 %

Leta 2007 je bila ocenjena površina namakanih zemljišč 233,5 km².

## Okolje
Zaradi velike gostote prebivalstva in lege v središču zahodne Evrope ima Belgija resne okoljske težave. V poročilu iz leta 2003 [7] je bilo napisano, da je bila voda v belgijskih vodah najnižje kakovosti v Evropi, bila je na dnu lestvice 122 pregledanih držav. Okolje je izpostavljeno močnim pritiskom človekovih dejavnosti: urbanizacija, gosta prometna mreža, industrija, obsežna vzreja živali in pridelovanje kultur; onesnaževanje zraka in vode ima tudi posledice za sosednje države; negotovosti v zvezi z zveznimi in regionalnimi odgovornostmi (zdaj rešene) so upočasnile napredek pri reševanju okoljskih izzivov.

## Mesta
Glavna mesta v Belgiji glede na število prebivalstva so Bruselj, Antwerpen, Gent, Charleroi in Liège. Druga pomembna mesta so Brugge, Namur, Leuven, Mons in Mechelen.